# Marschacht
Marschacht – miejscowość i gmina położona w centralnej części gminy zbiorowej (niem. Samtgemeinde) Elbmarsch w niemieckim kraju związkowym Dolna Saksonia, w powiecie Harburg. Siedziba administracji gminy zbiorowej Elbmarsch.

## Położenie geograficzne
Marschacht leży ok. 30 km na południowy wschód od Hamburga i ok. 10 km na północny wschód od Winsen (Luhe), nad Łabą. Gmina leży pomiędzy gminami Tespe od wschodu i Drage od zachodu. Dokładnie po drugiej północnej stronie Łaby leży miasto Geesthacht, które należy już do powiatu Herzogtum Lauenburg w kraju związkowym Szlezwik-Holsztyn.

## Dzielnice gminy
W skład gminy Marschacht wchodzą następujące dzielnice: Eichholz, Marschacht, Niedermarschacht, Obermarschacht, Oldershausen i Rönne.